# Kostel Nanebevzetí Panny Marie (Vilémov)
Poutní kostel Nanebevzetí Panny Marie ve Vilémově je barokní sakrální stavbou stojící na vyvýšenině v západní části obce. Od roku 1958 je zapsán v seznamu kulturních památek.

## Historie
V obci Vilémov byla studánka, na niž byla podle tradice zapsané v místní kronice navštívena na pastvě dvěma anděly nemocná adoptivní dcera sedláka Grohmana 19. října 1646. Andělé jí prý při prvním setkání pouze podali k napití pohár vody nabrané ze studánky. Při příštím setkání si na radu andělů omyla oči a nohy ve studánce. Poté se dívka uzdravila. Zpráva o tom se rychle rozšířila a majitel panství hrabě Jáchym Slavata zde dal postavit kamennou kapličku s obrazem Bolestné Panny Marie. V letech 1728–1731 nechal na tomto místě Slavatův dědic Leopold Antonín Salm-Reifferscheidt (1699–1769) postavit stavitelem Z. Hoffmannem z Lipové kostel Panně Marii jako poděkování za to, že přežil napadení velkým medvědem (na náhrobku Leopolda Salma jsou zaznamenána data nebezpečných událostí, při nichž hrabě vyvázl životem). Tento filiální kostel byl zasvěcený Nanebevzetí Panny Marie. Patřila do něho i rodinná hrobka Salm-Reifferscheidtů, kteří dali kostel vybudovat. Na hlavním oltáři byl ve výklenku umístěn obraz Panny Marie (tzv. černá Madona). Celé místo bylo postupně zkrášlováno a až do josefínských dob sídlil při kostele poustevník. Na den Nabevzetí Panny Marie sem přicházela od 17. století, a zvláště v 18. a 19. století četná procesí. Silné zastoupení v těchto procesích měli katoličtí lužičtí Srbové.

## Architektura

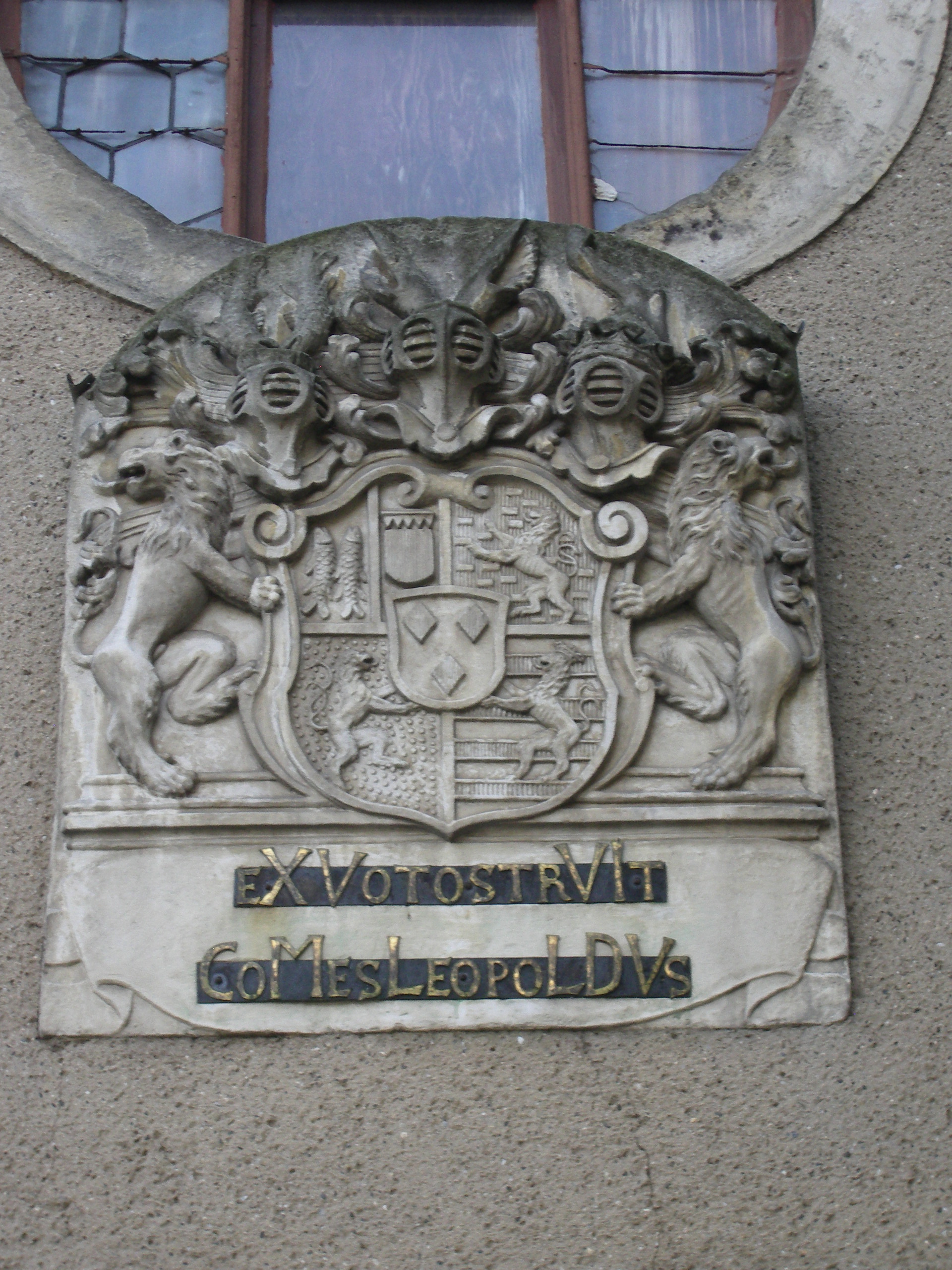
Salmovský znak v průčelí kostela

Kostel je dílem lipovského stavitele Zachariase Hoffmanna (1678–1754). Je jednolodní, obdélný s půlkruhovým presbytářem. V ose kostela se nachází dřevěná obdélná sakristie. Na průčelí jsou pilastry a štít s křídlatými zdmi a segmentovým ukončením. V ose je segmentem ukončený portál s rovnou nadpražní římsou. Zde umístěný salmovský znak s letopočtem 1726 označuje patrně rok, ve kterém se hrabě Leopold ze Salm-Reifferscheidtu (1699–1769) rozhodl postavit kostel. Okno v průčelí je oválné. Ve štítě se nachází nika se sochou sv. Leopolda od Kr. Riedla z Velkého Šenova z roku 1736. Uvnitř má kostel valenou klenbu s lunetami a závěr kostela je sklenut konchou s lunetami.

### Vybavení
Hlavní oltář z let 1733–1734 je sochařským dílem D. Mariniho. Je na něm černá Madona s anděly a skupinou Zvěstování Páně na brankách. Boční oltáře pocházejí z 2. poloviny 18. století a jsou zasvěceny sv. Jiljí a sv. Vincenci Ferrerskému. Náhrobník hraběte Leopolda Salma pochází z roku 1774. Je opatřen postavou Chrona. V kostele se nachází barokní Ukřižování s Bolestnou Pannou Marií a sv. Janem pod křížem a také pozdně barokní socha Immaculaty.

## Okolí

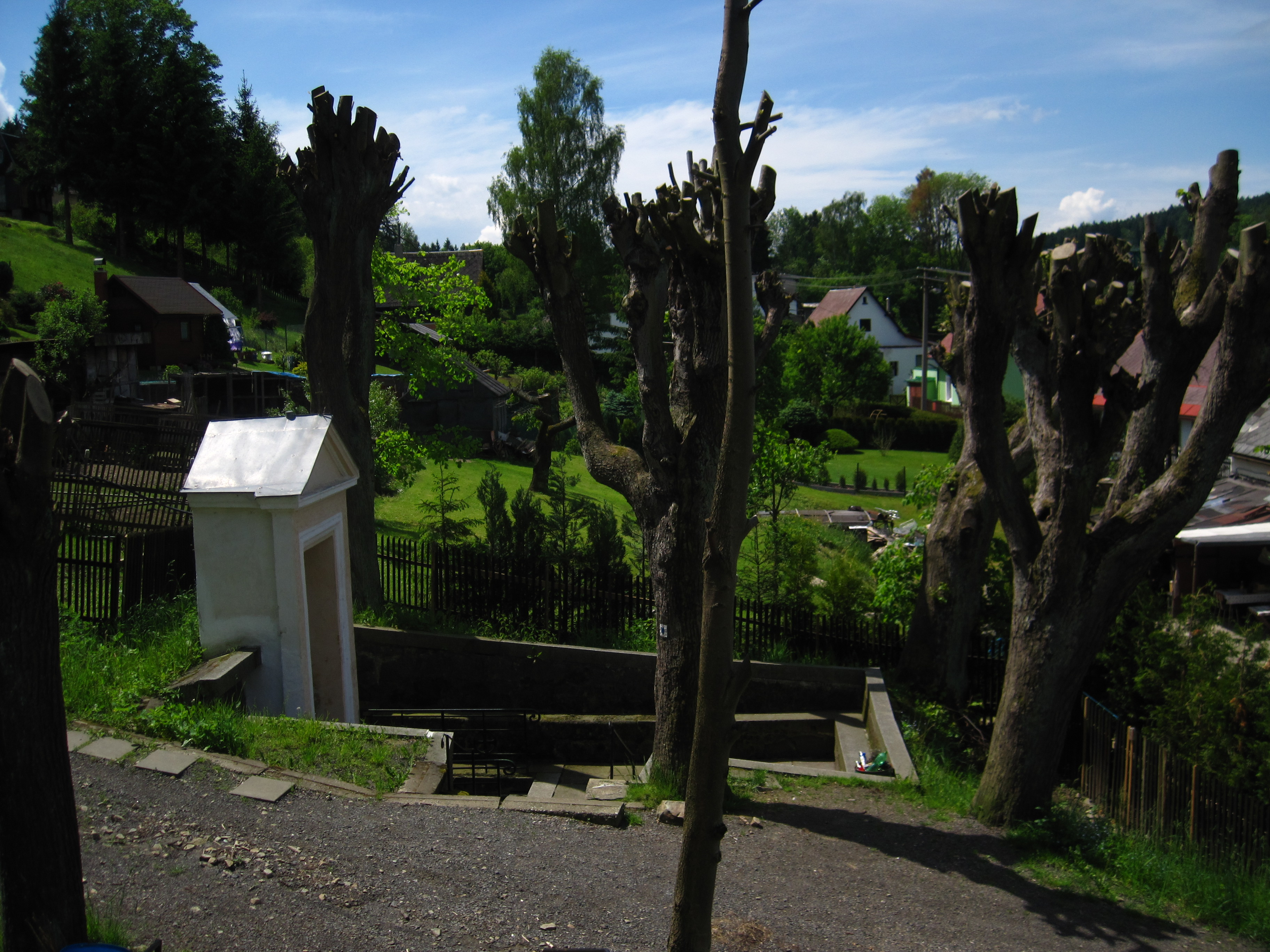
Výklenková kaplička u studánky ve Vilémově

Na stráni pod kostelem je obezděný pramen a nad ním malá výklenková kaple s reliéfem Piety, která je datována do roku 1713. Za kostelem je vilémovská křížová cesta. Jedná se o výklenkové kaple s reliéfy. V ose presbytáře se nachází dřevěná kaple Božího hrobu s kamennou sochou ležícího Krista z roku 1765 od sochaře M. Fibicha ze Šluknova.
Na schodišti vedoucím ke kostelu se nacházejí sochy sv. Vojtěcha, sv. Rozálie, sv. Václava, sv. Šebestiána, sv. Jana Nepomuckého, sv. Rocha a andílků od Kr. Riedla, který je vytvořil v letech 1739–1741. Na mostě pod kostelem stojí socha sv. Josefa a sv. Anny z roku 1744 též od Kr. Riedla. Byly zde i sochy sv. Donáta a sv. Floriána, které však jsou zničeny.

## Galerie

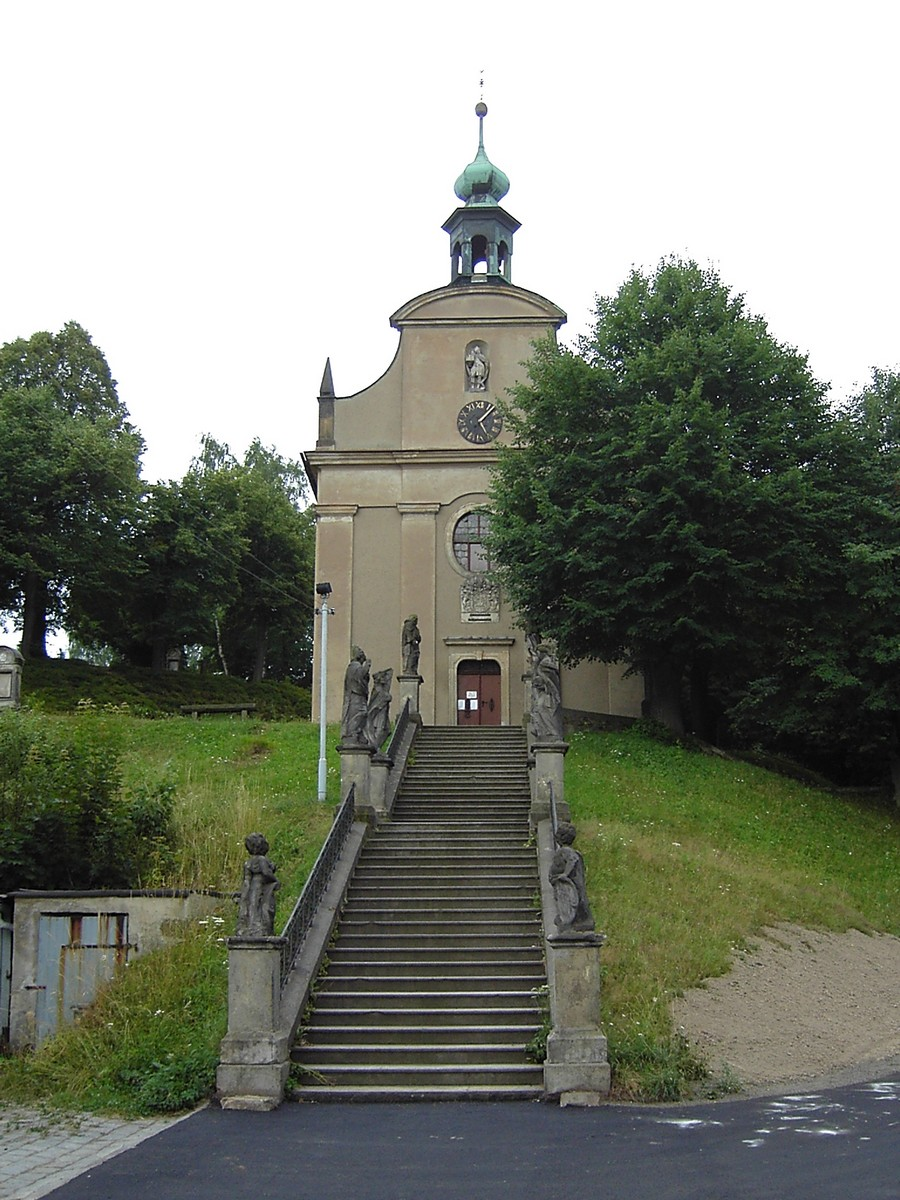
Kostel Nanebevzetí Panny Marie (2006)
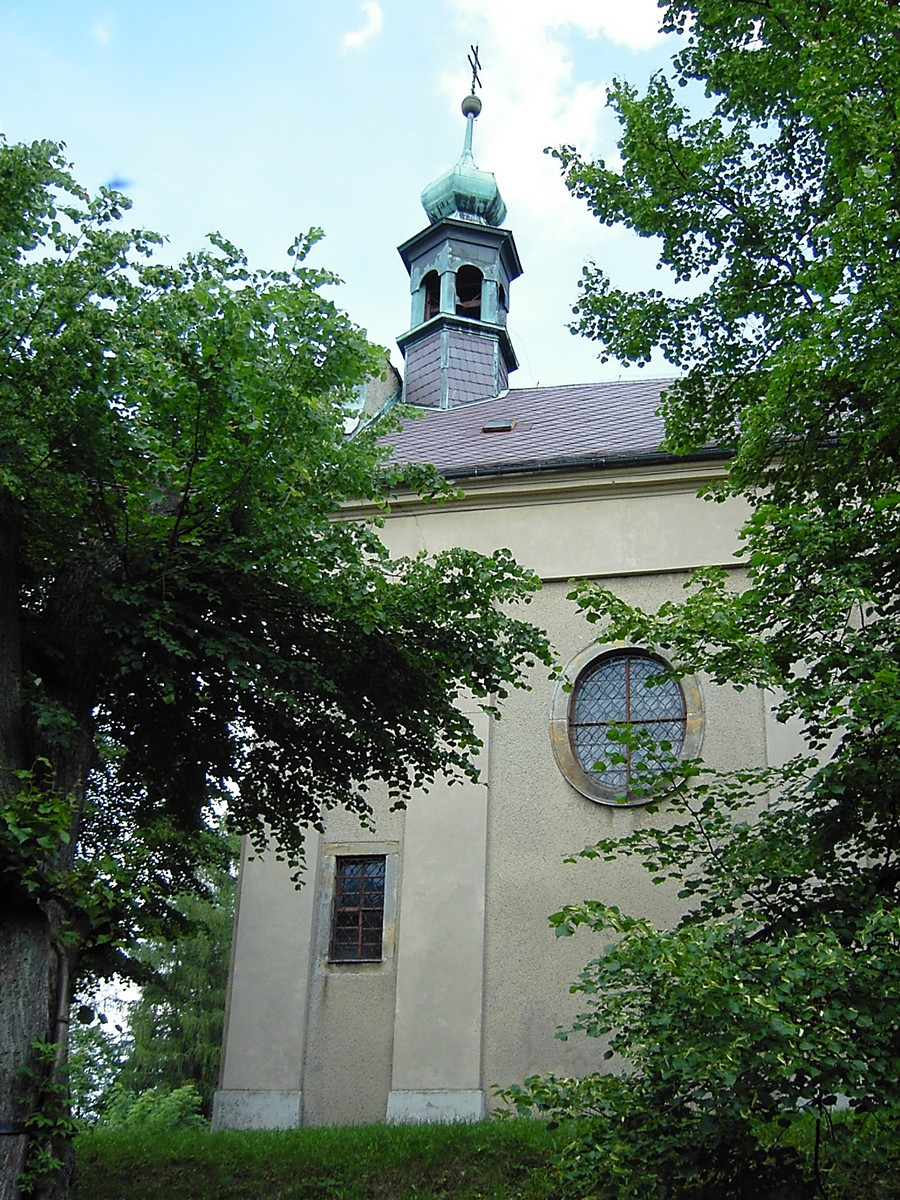
Kostel Nanebevzetí Panny Marie (2006)
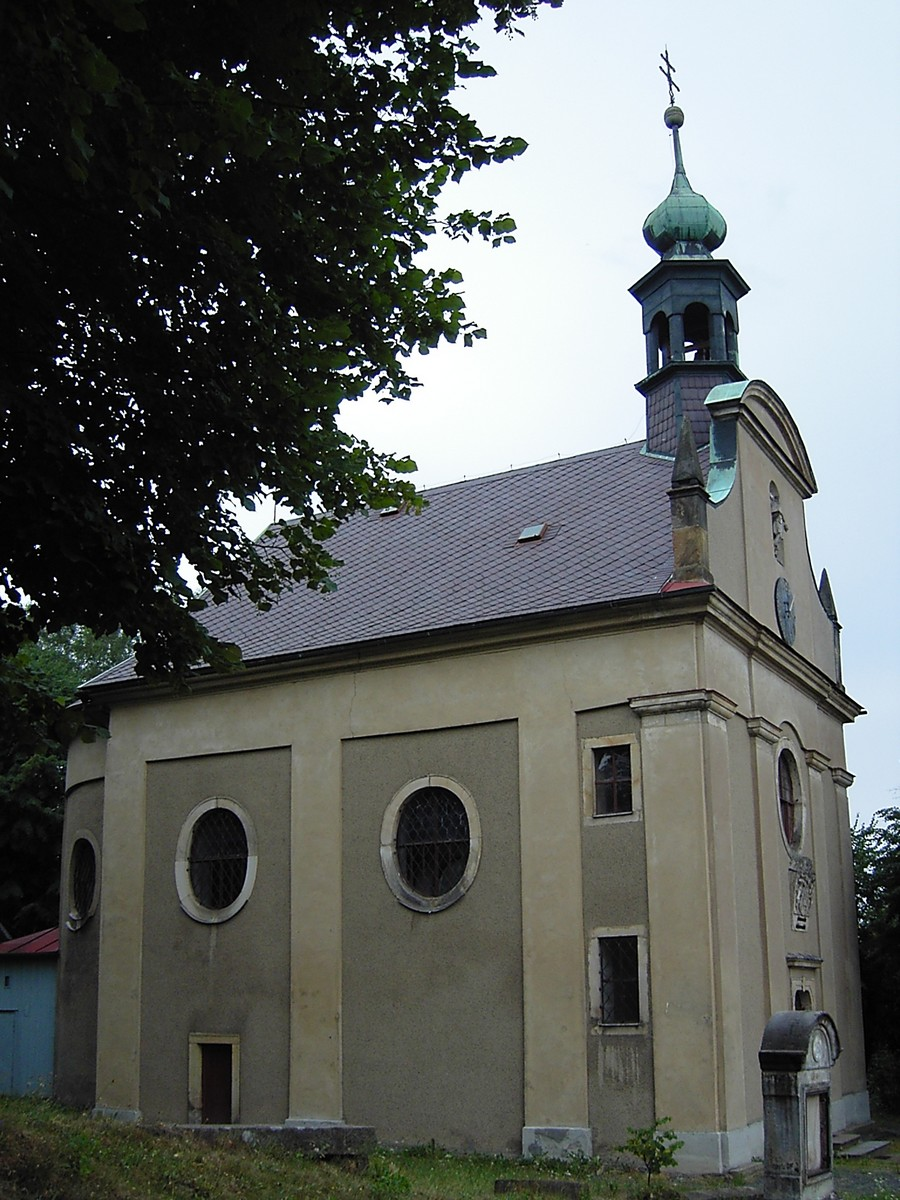
Kostel Nanebevzetí Panny Marie (2006)
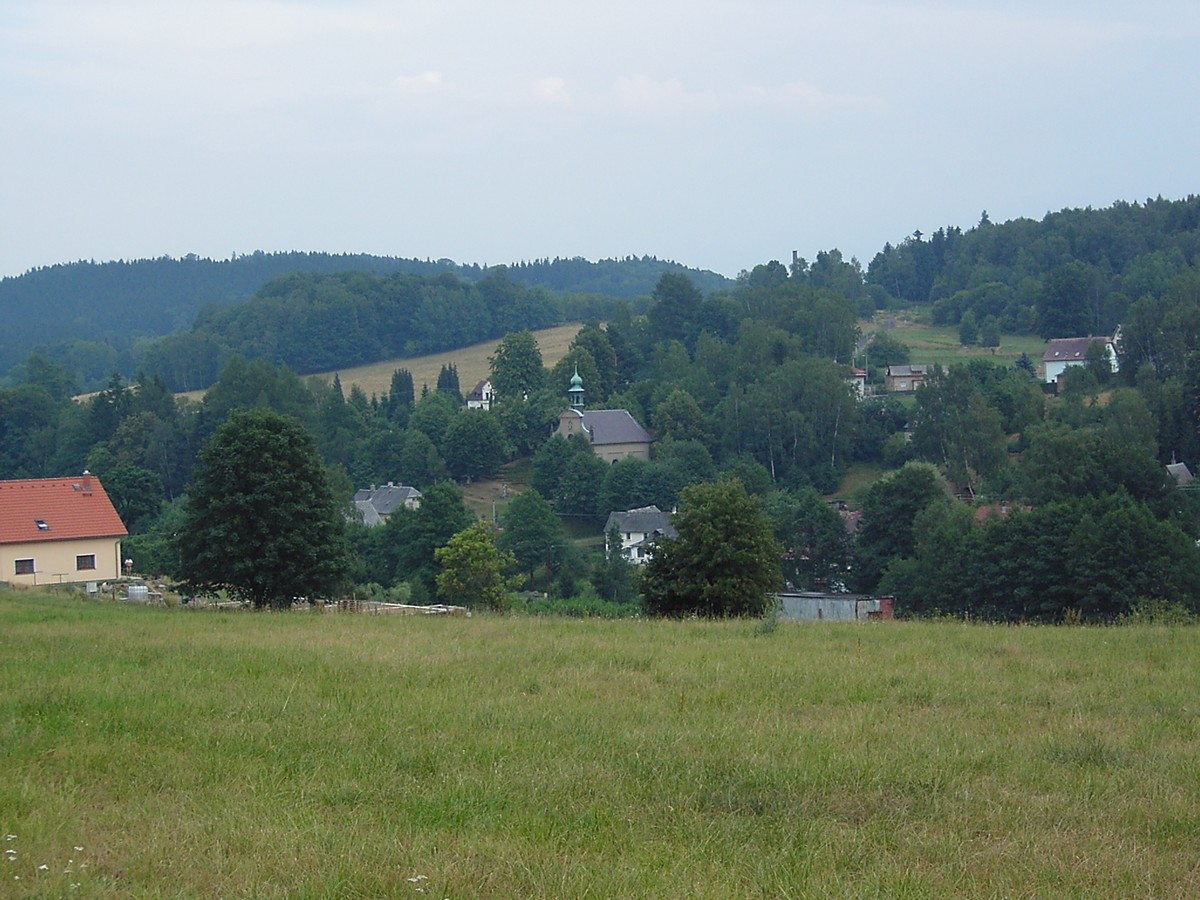
Kostel Nanebevzetí Panny Marie (2006)
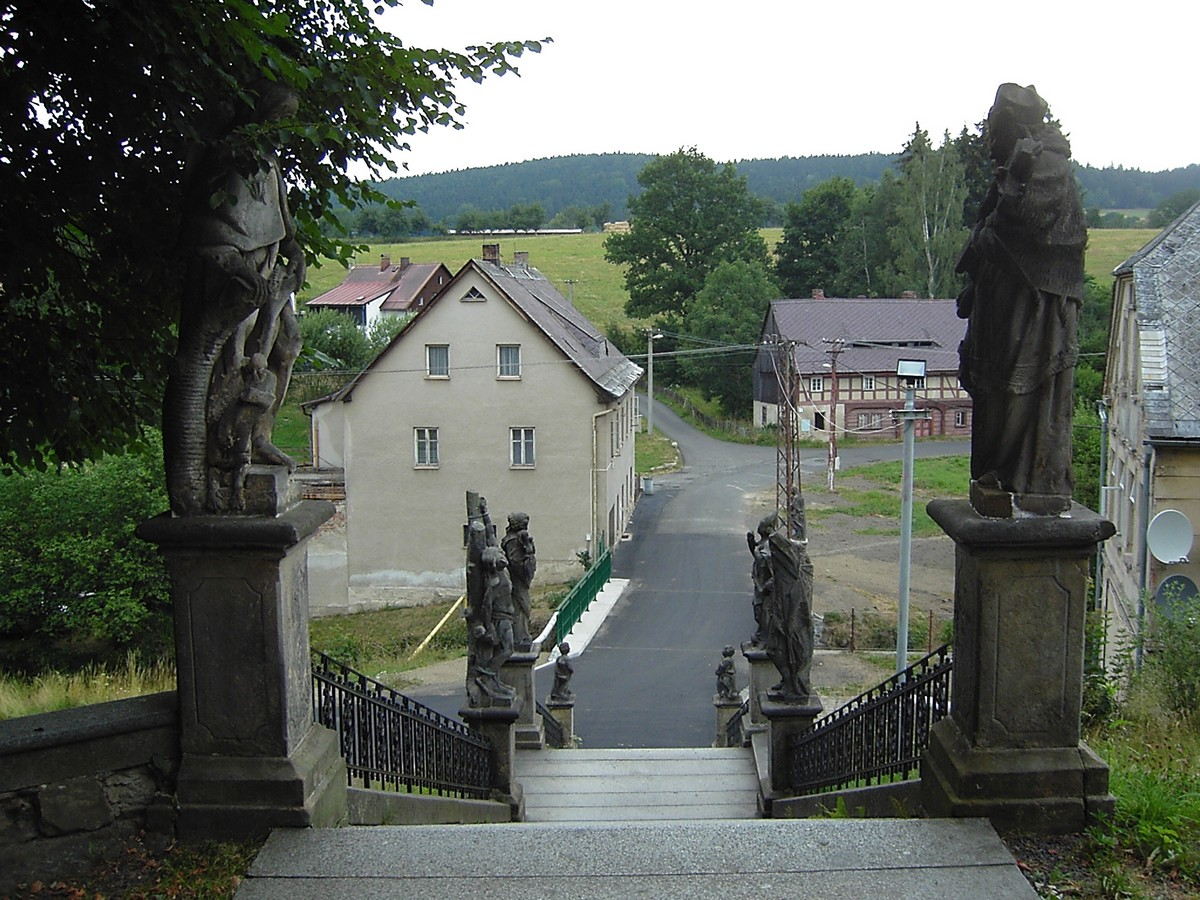
Schodiště před kostelem (2006)
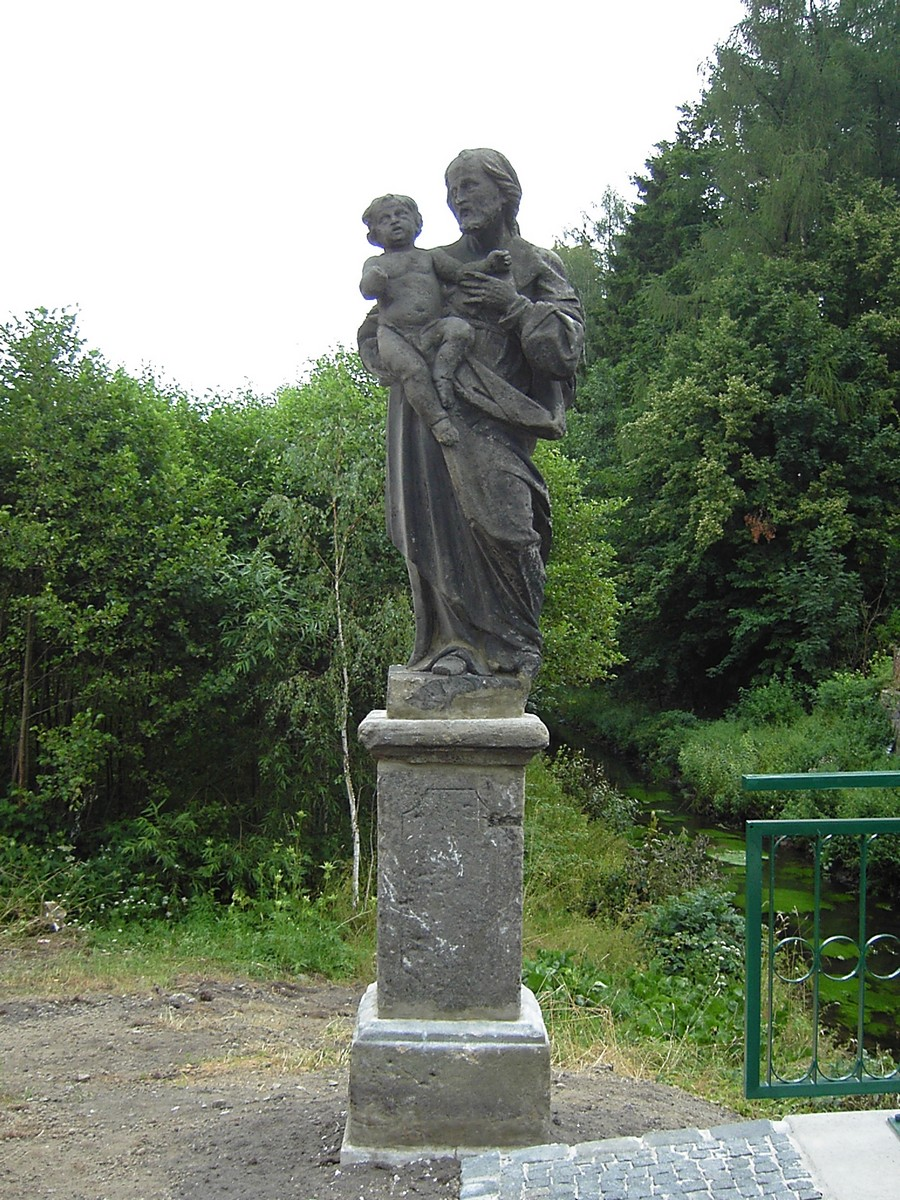
Socha sv. Josefa (2006)
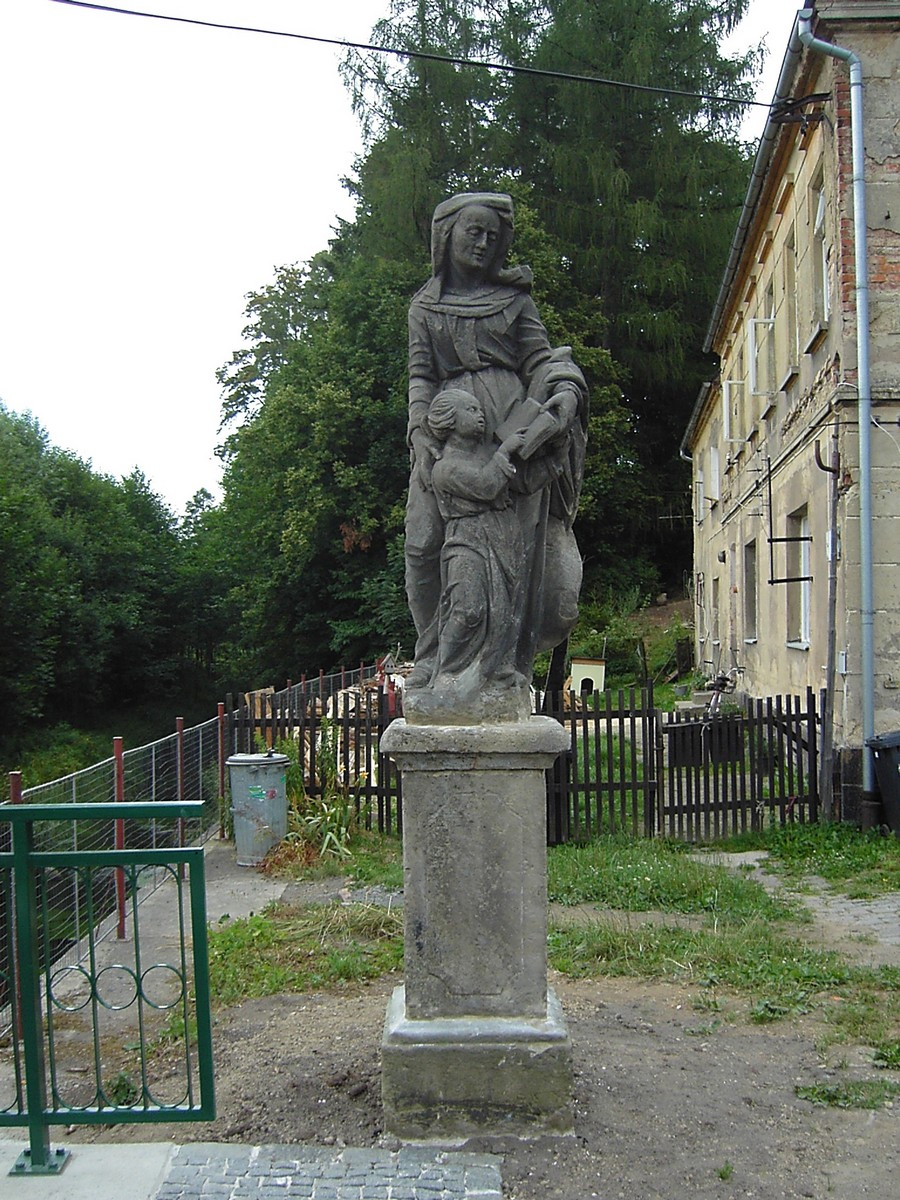
Socha sv. Anny (2006)
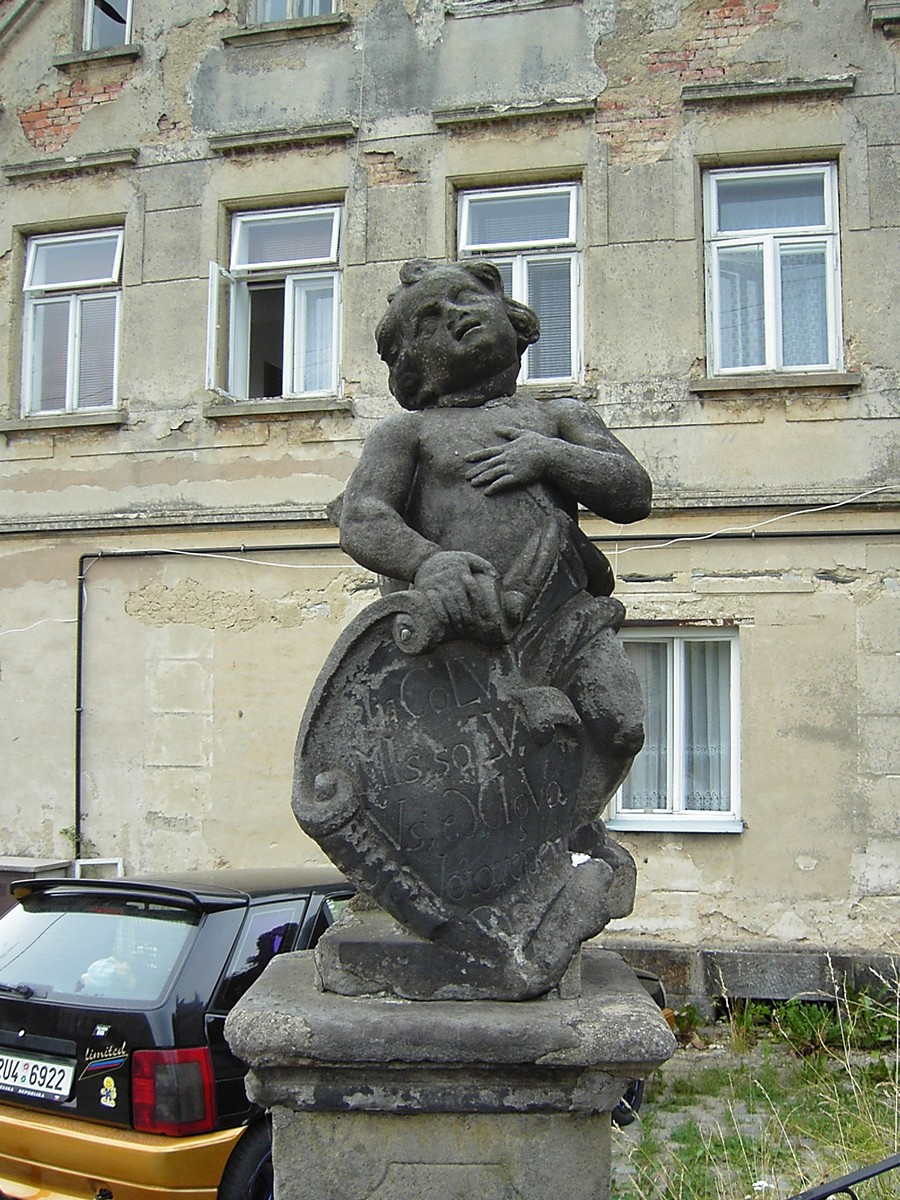
Socha anděla (2006)
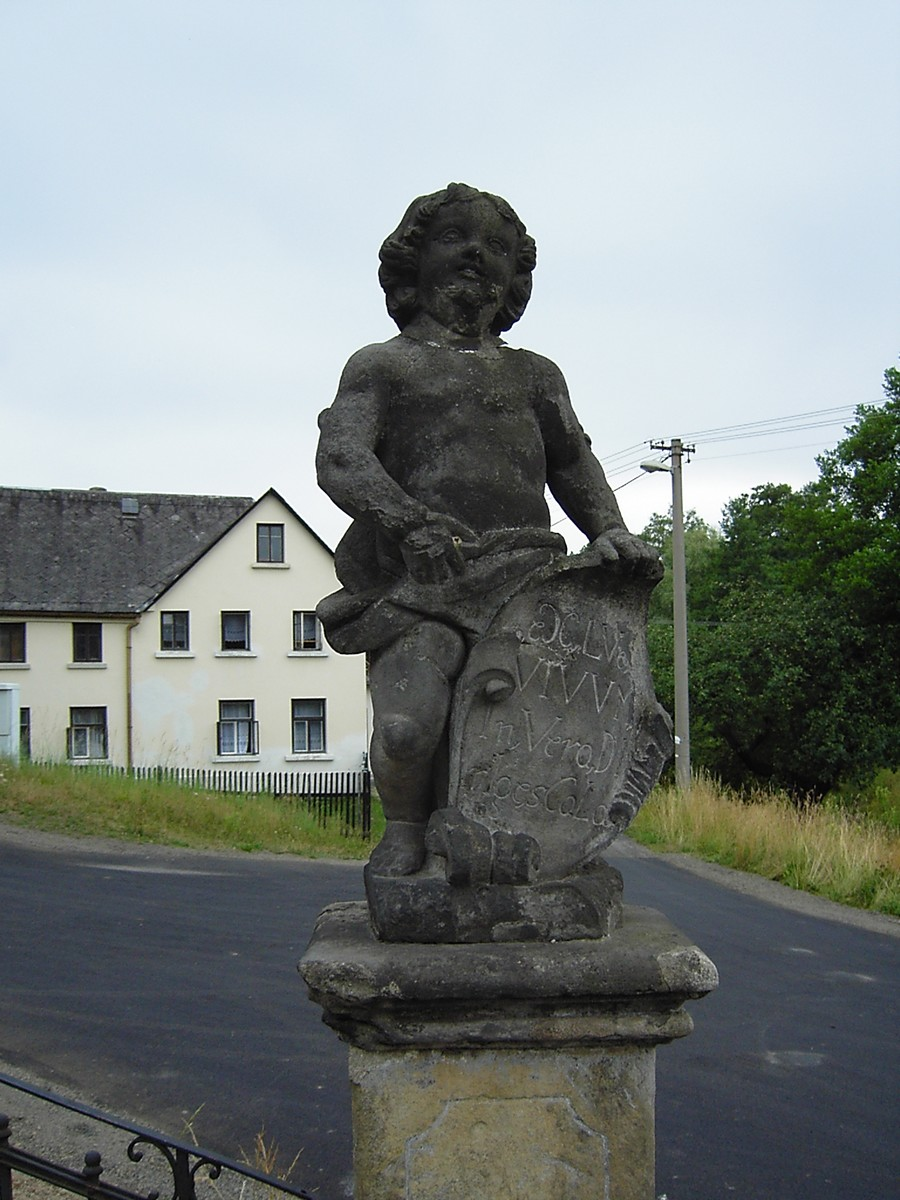
Socha anděla (2006)
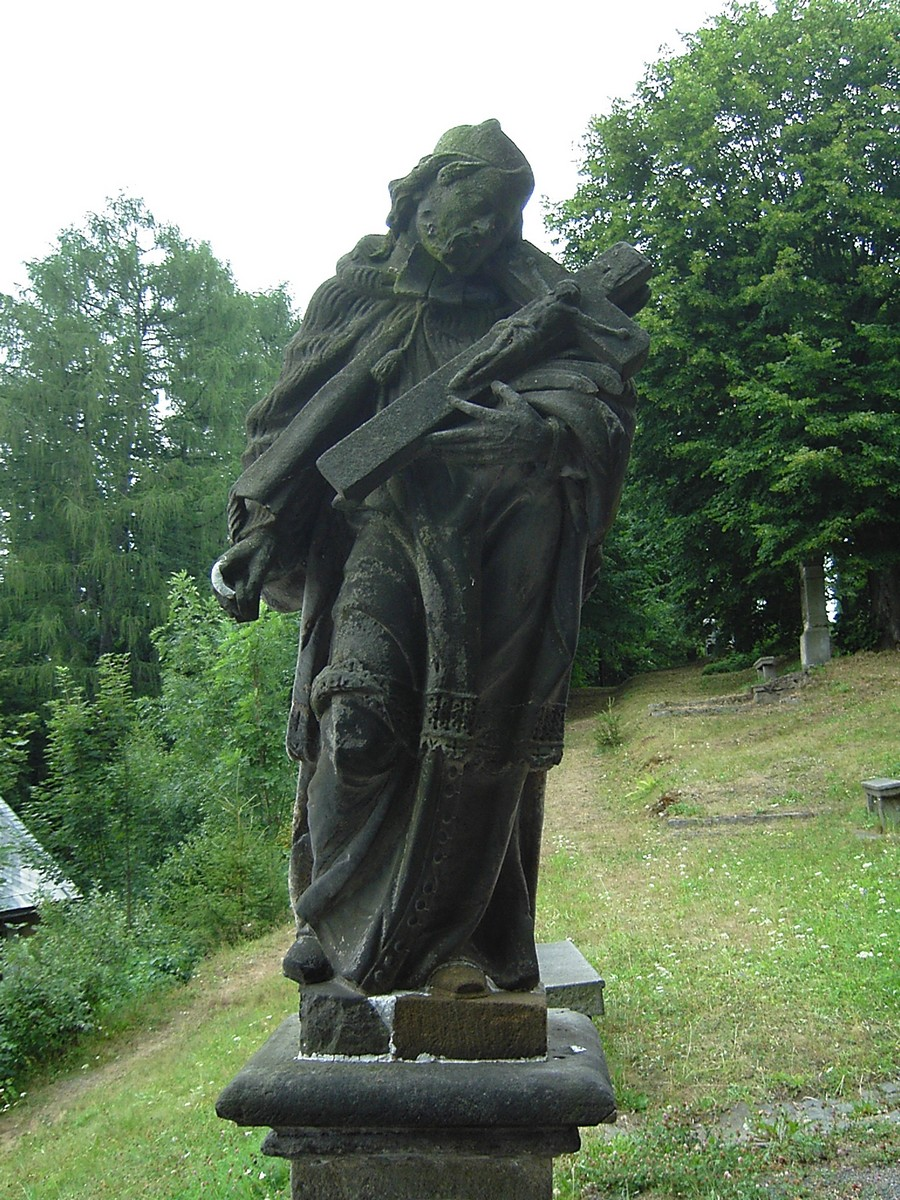
Socha sv. Jana Nepomuckého (2006)
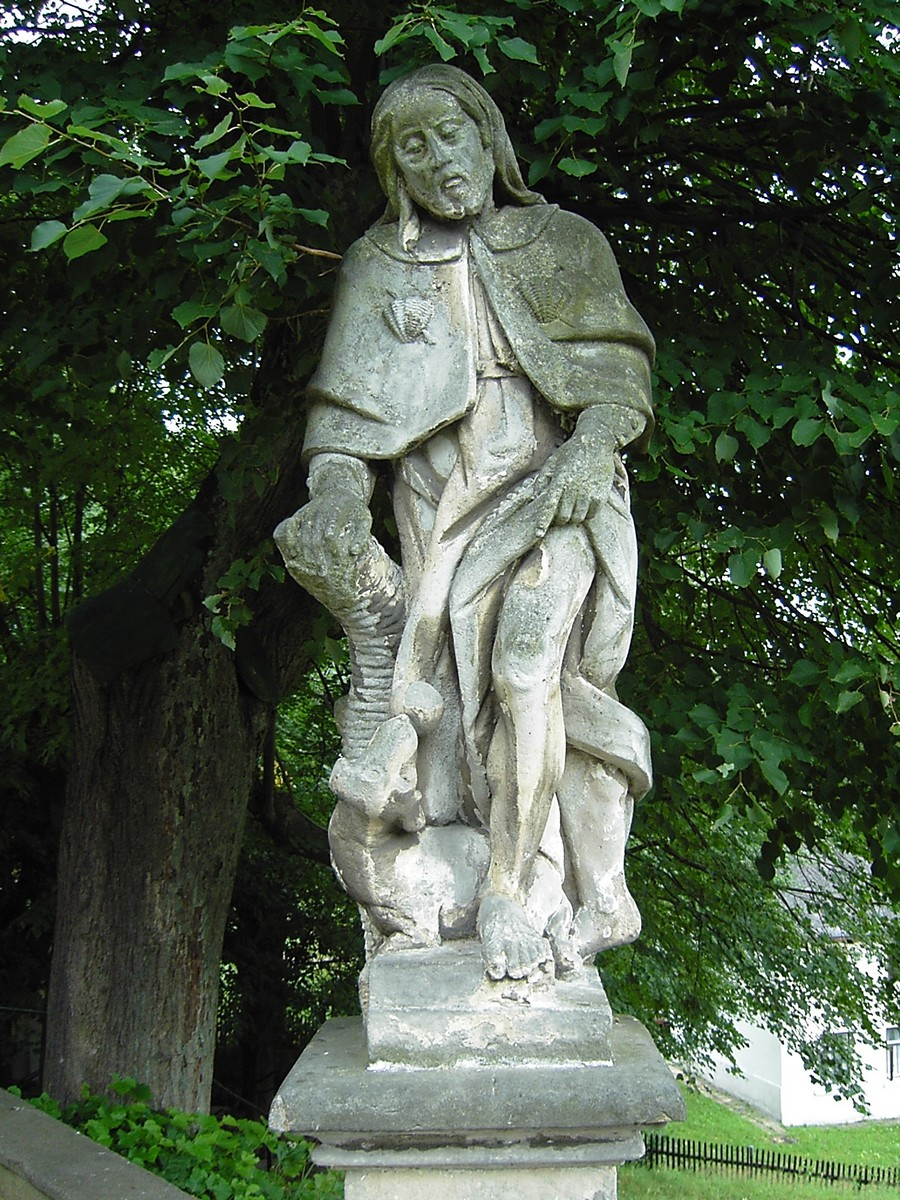
Socha sv. Rocha (2006)
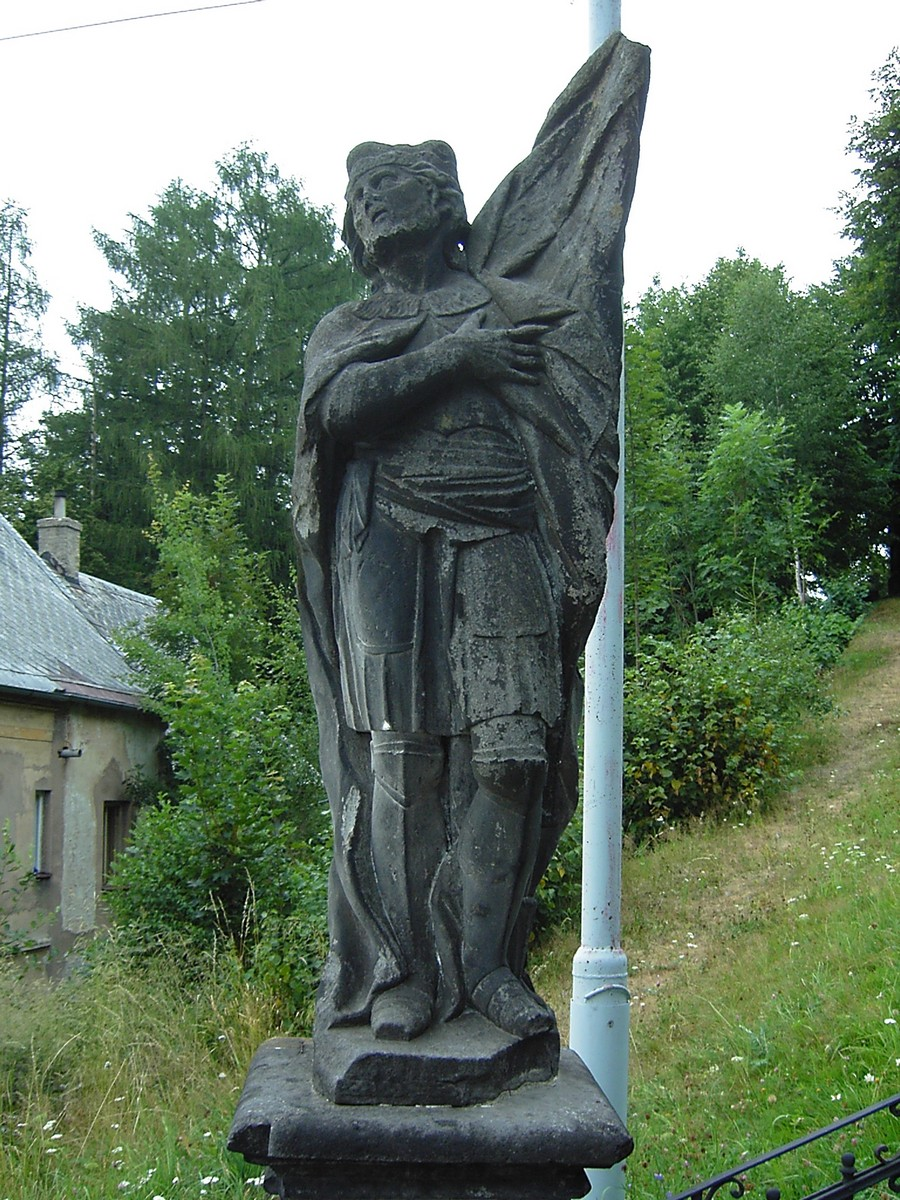
Socha sv. Václava (2006)
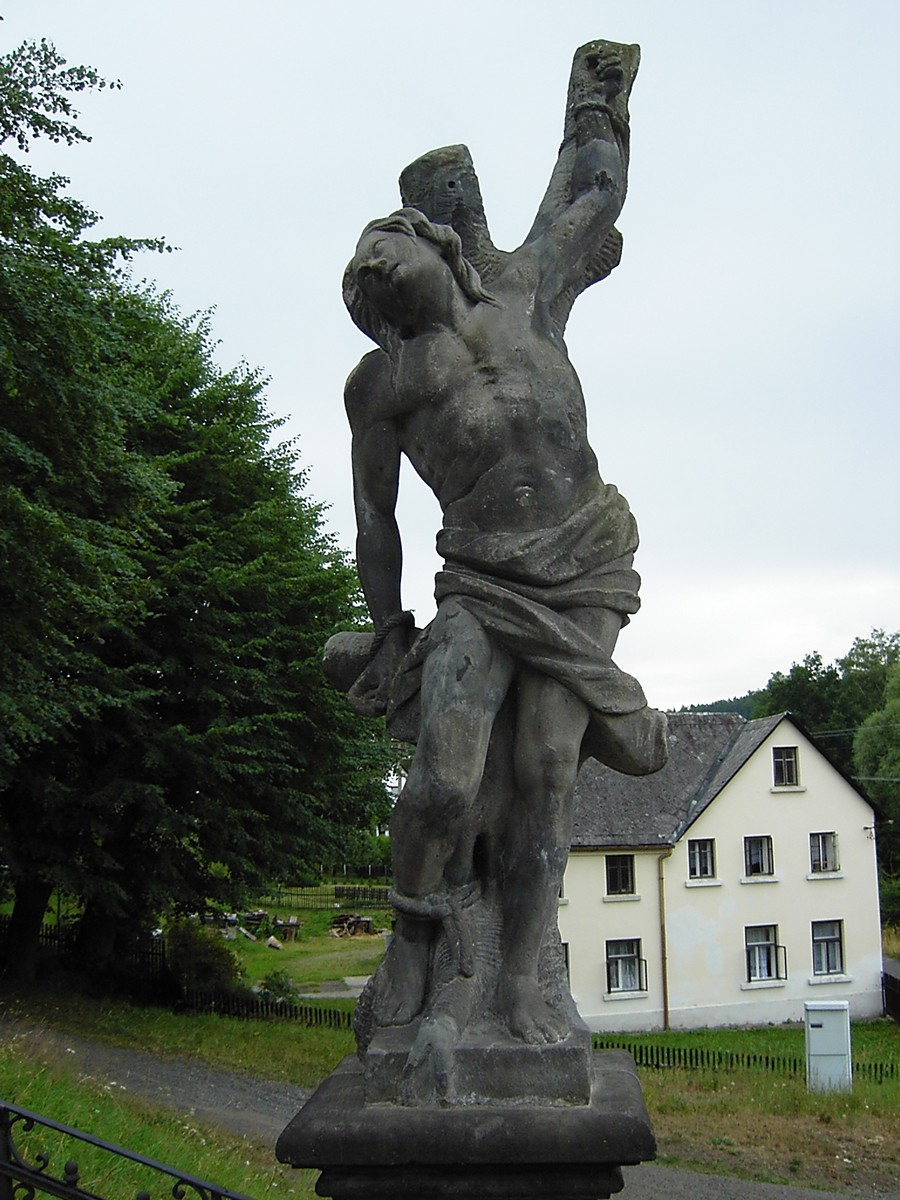
Socha sv. Šebestiána (2006)
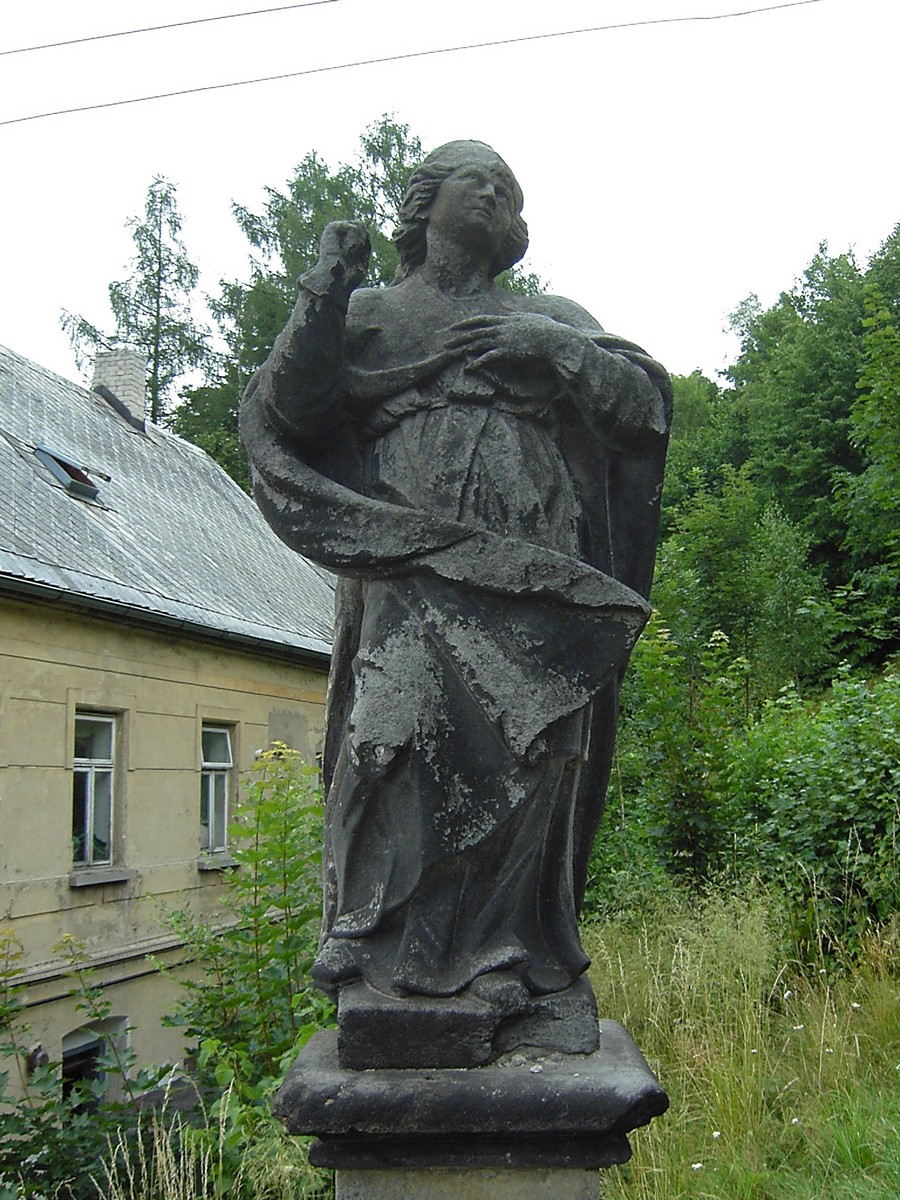
Socha sv. Vojtěcha (2006)
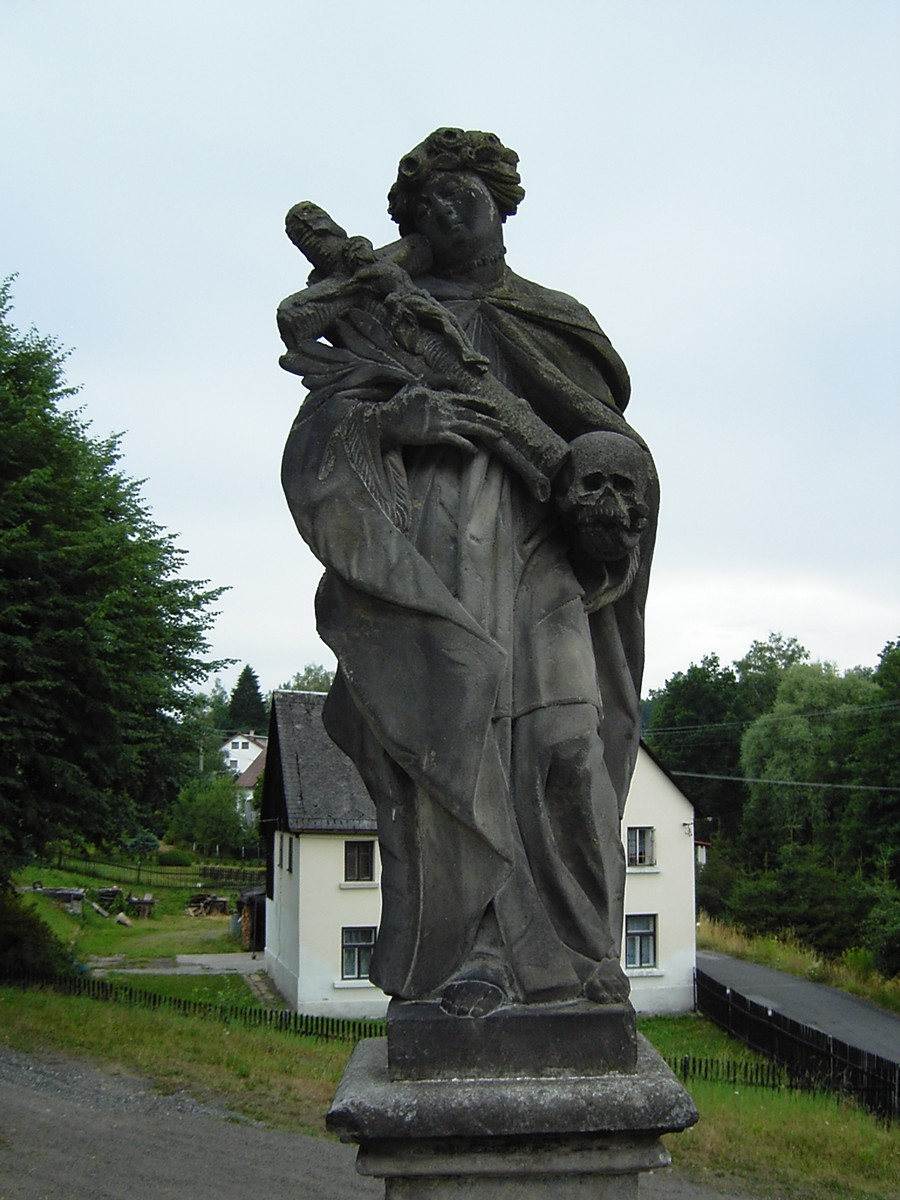
Socha sv. Rozálie (2006)
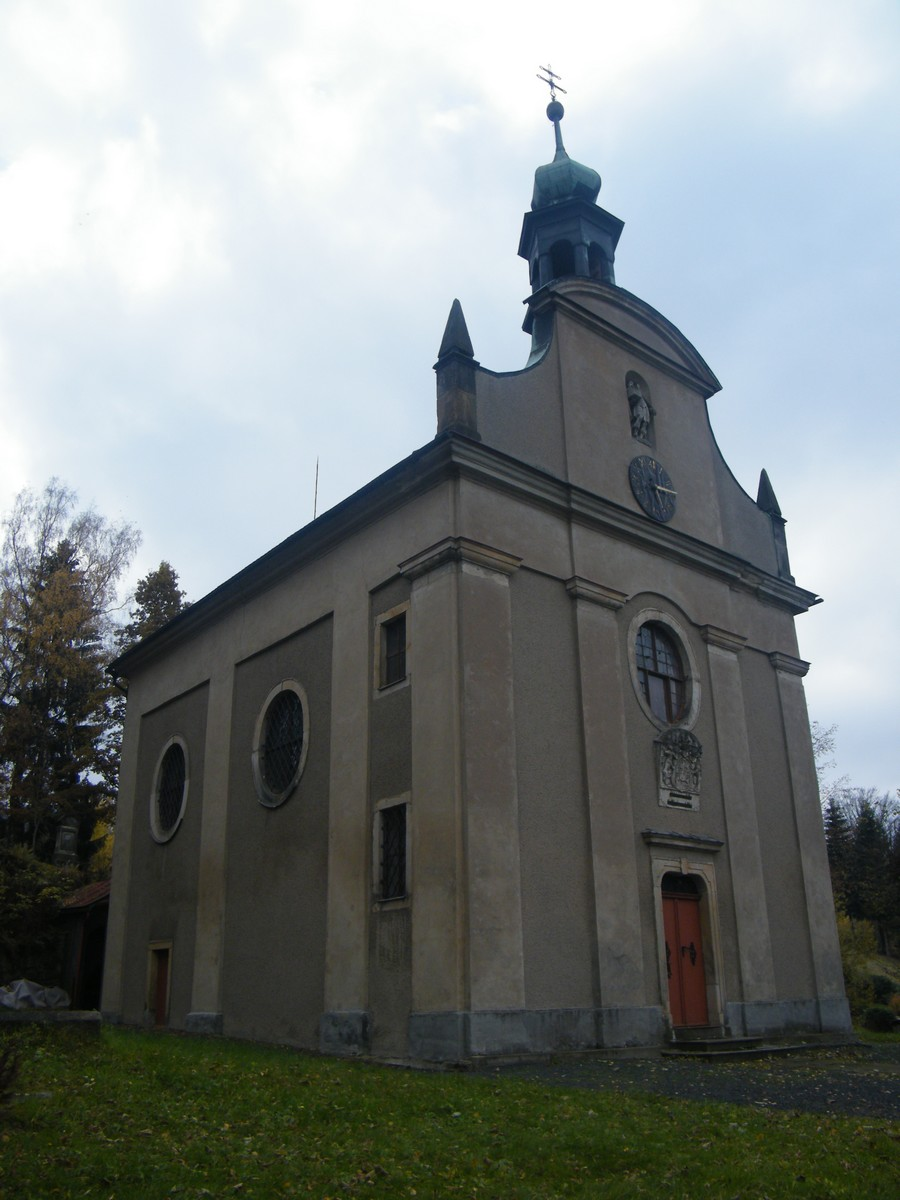
Kostel Nanebevzetí Panny Marie (2015)
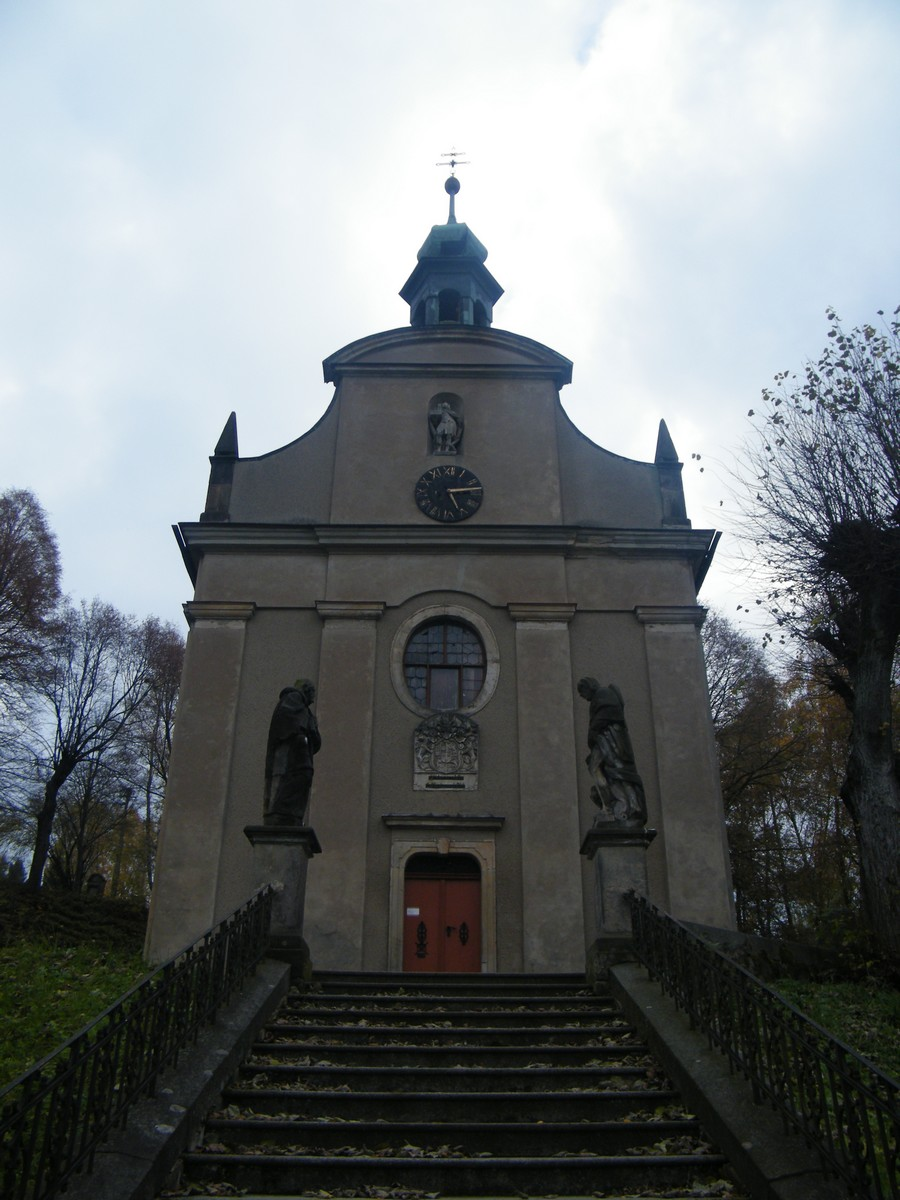
Kostel Nanebevzetí Panny Marie (2015)
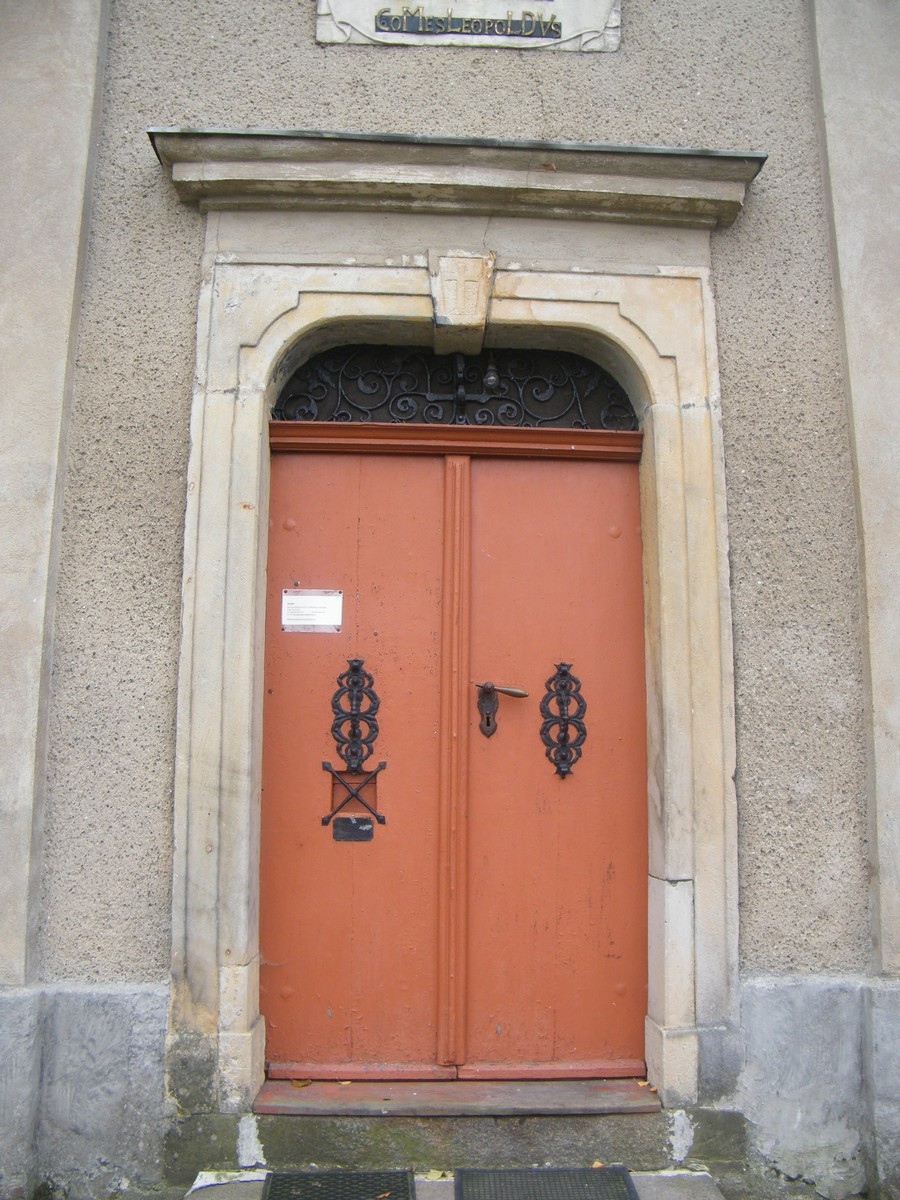
Kostel Nanebevzetí Panny Marie, portál (2015)
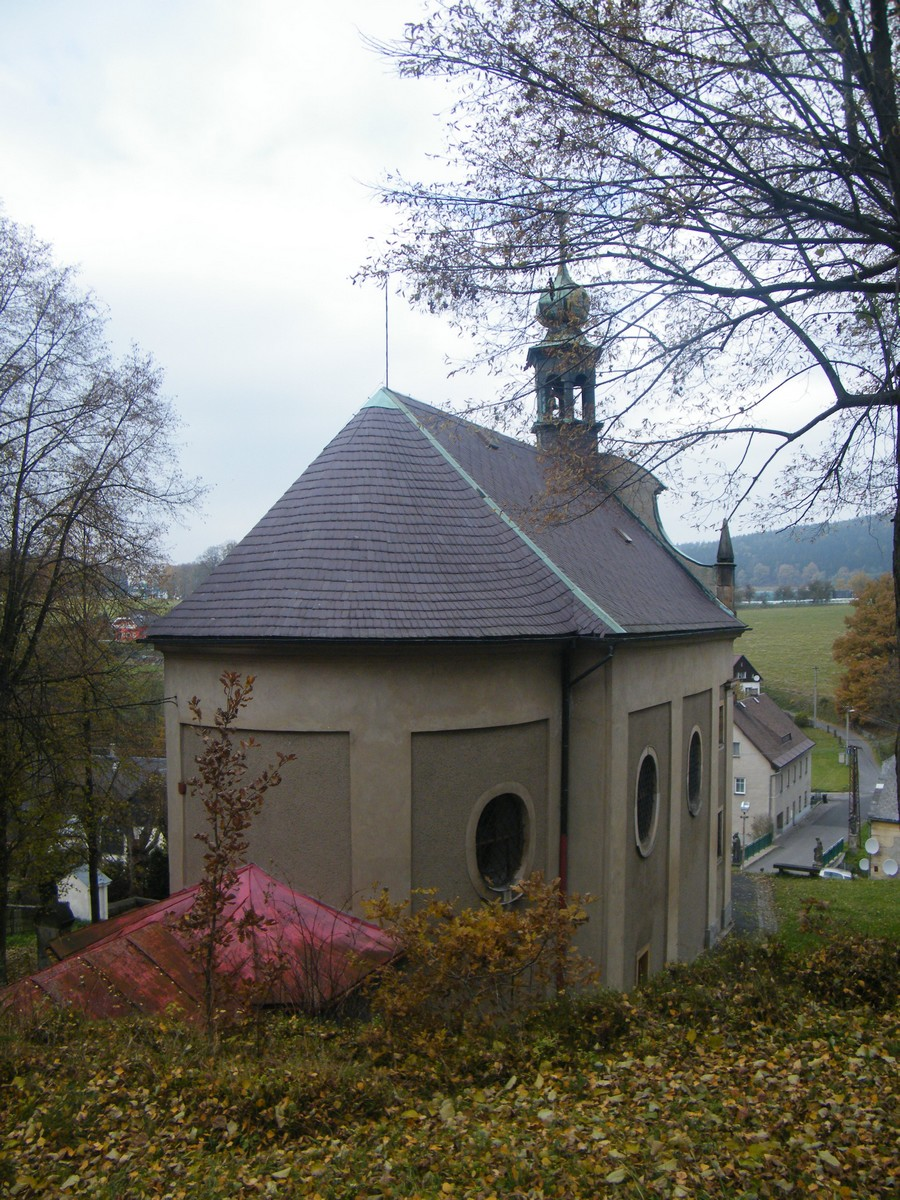
Kostel Nanebevzetí Panny Marie (2015)
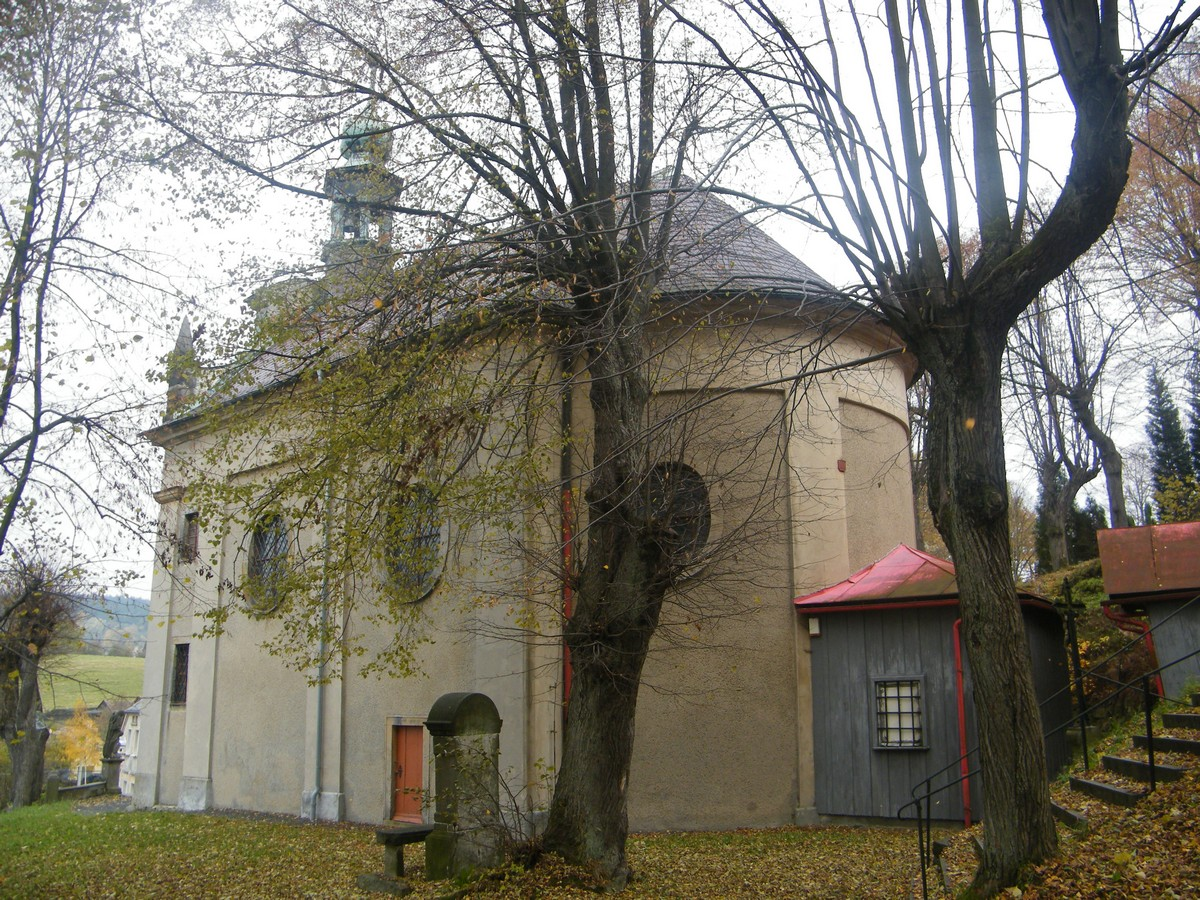
Kostel Nanebevzetí Panny Marie (2015)
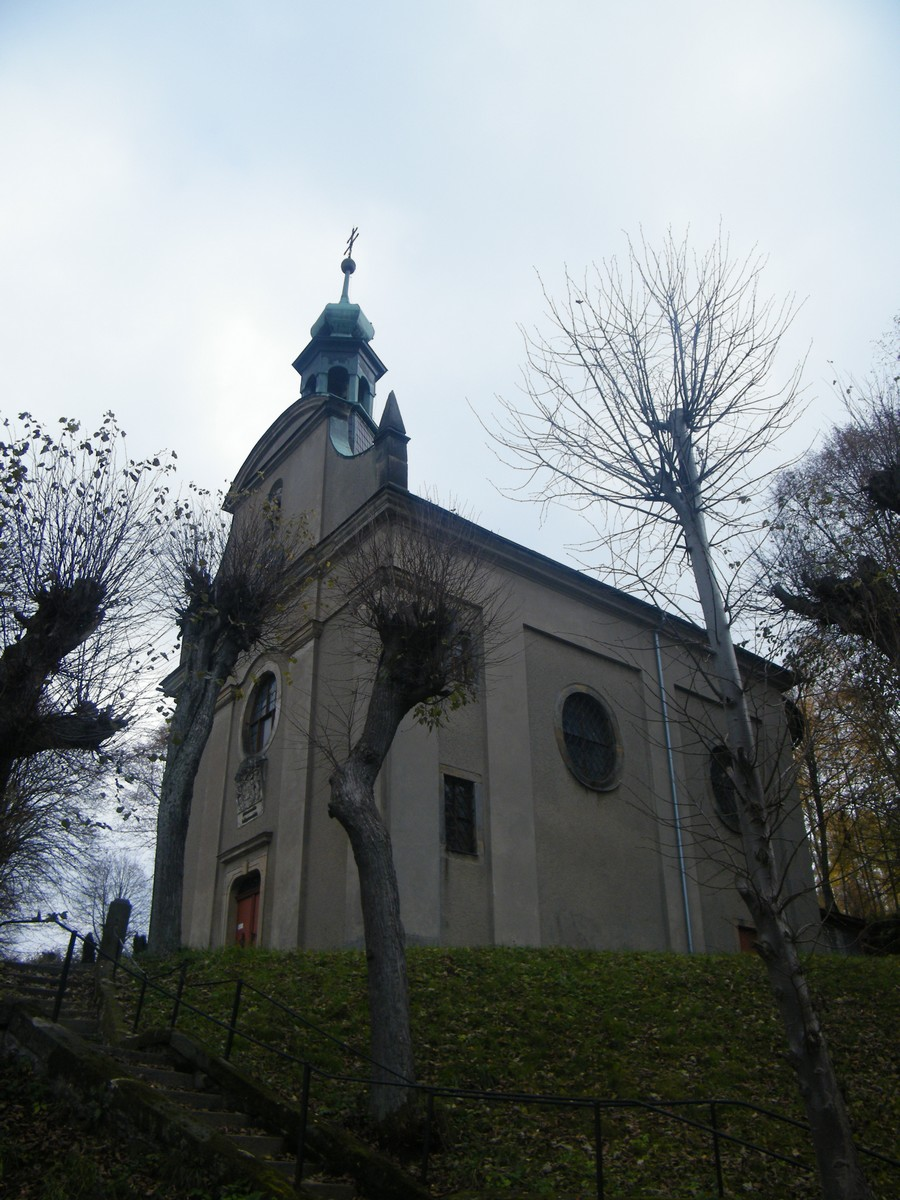
Kostel Nanebevzetí Panny Marie (2015)
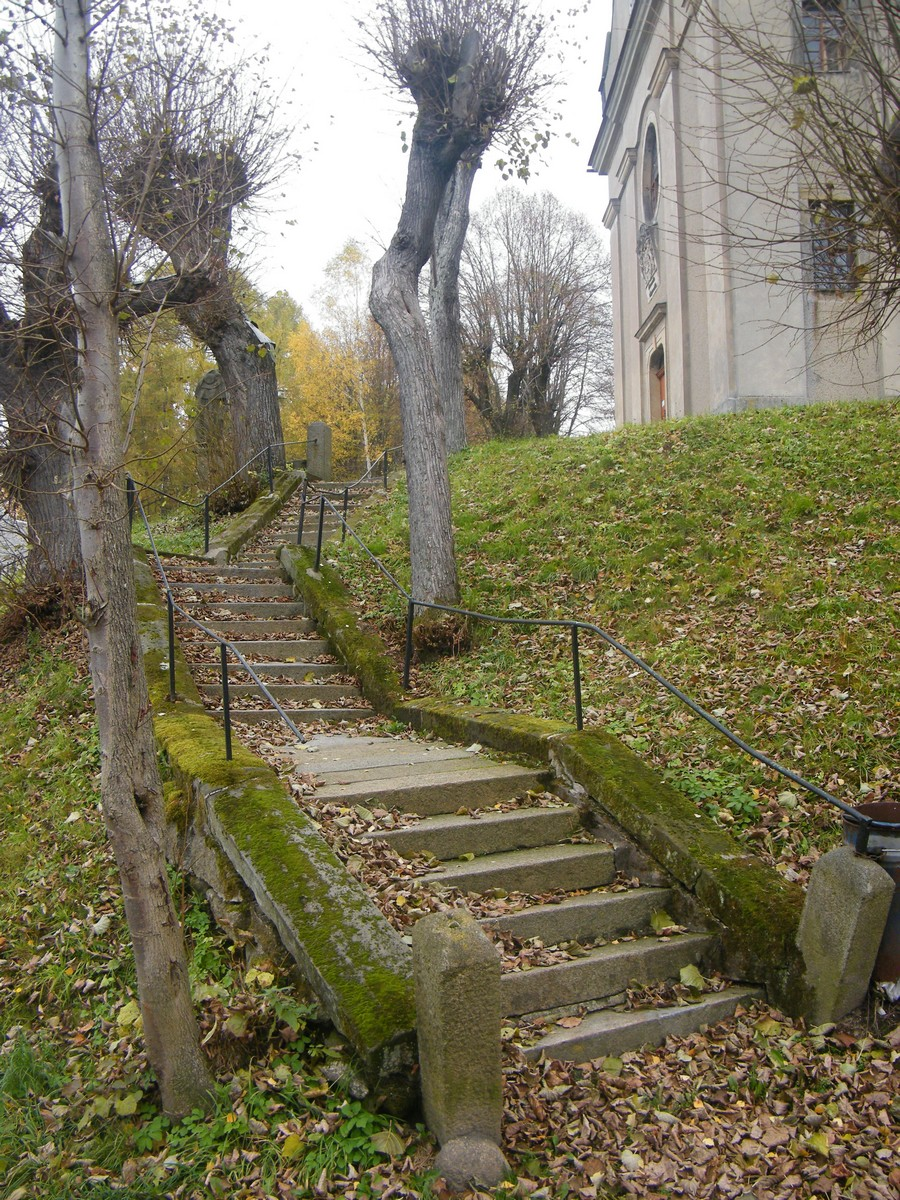
Staré schodiště (2015)
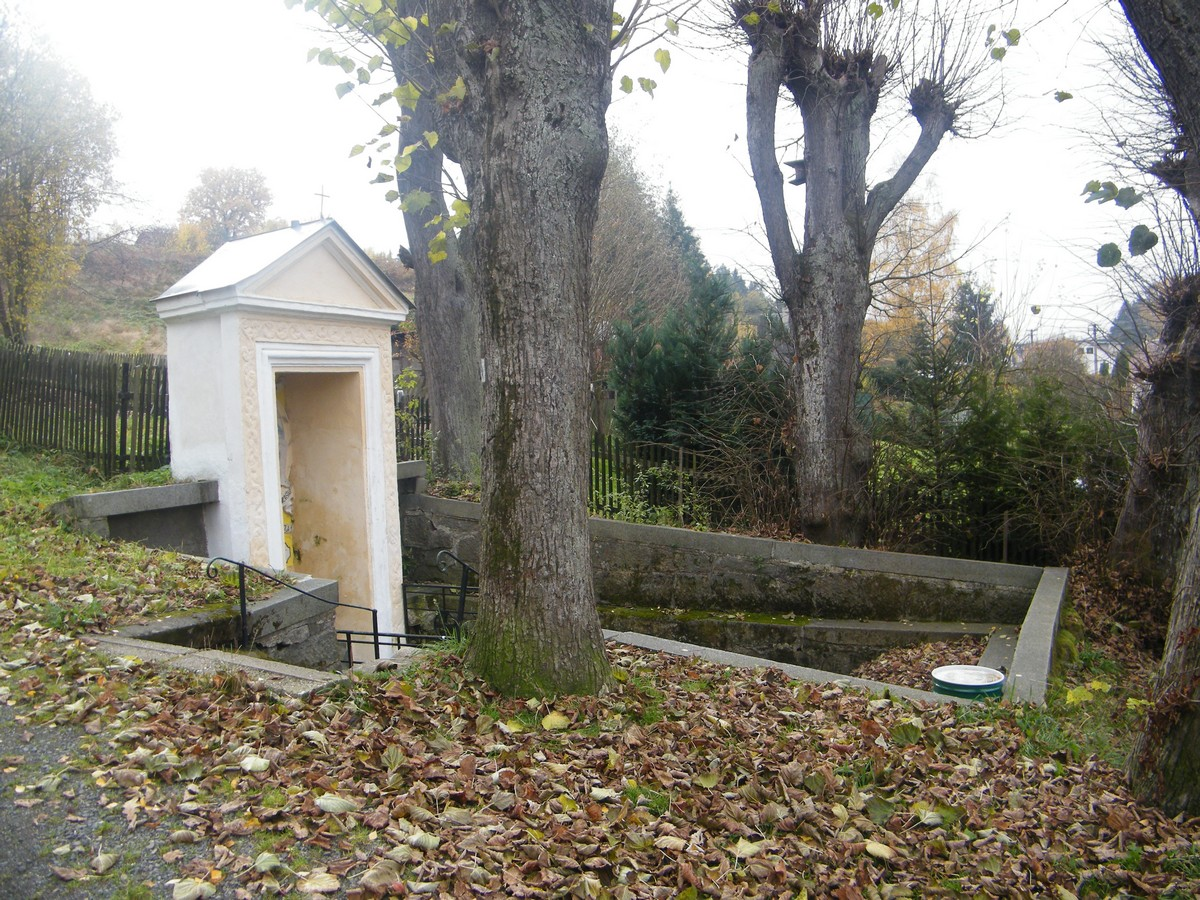
Studánka (2015)
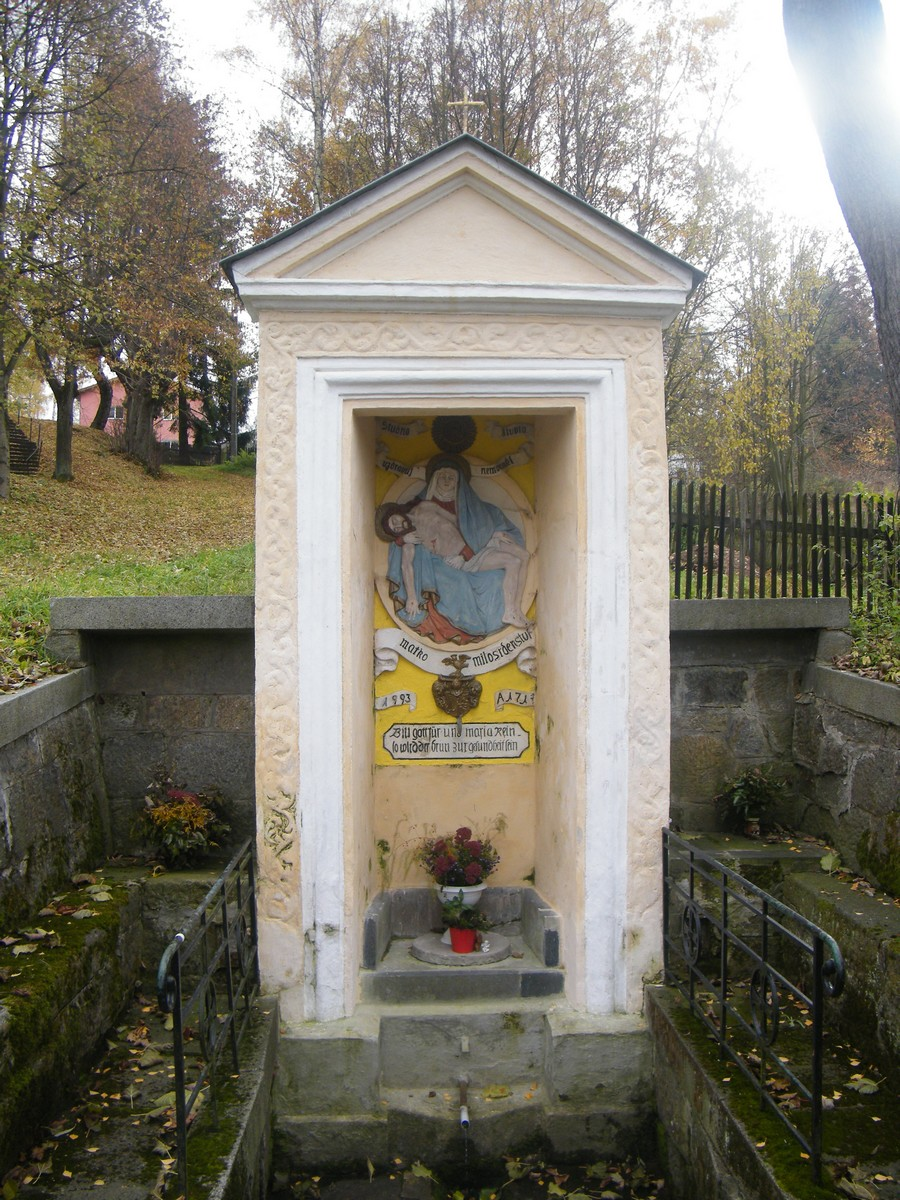
Studánka (2015)